# 도살성
도살성(道薩城)은 고구려의 성곽으로 신라 진흥왕이 공취하여 고구려의 10군을 점령하는 교두보를 구축하였다.

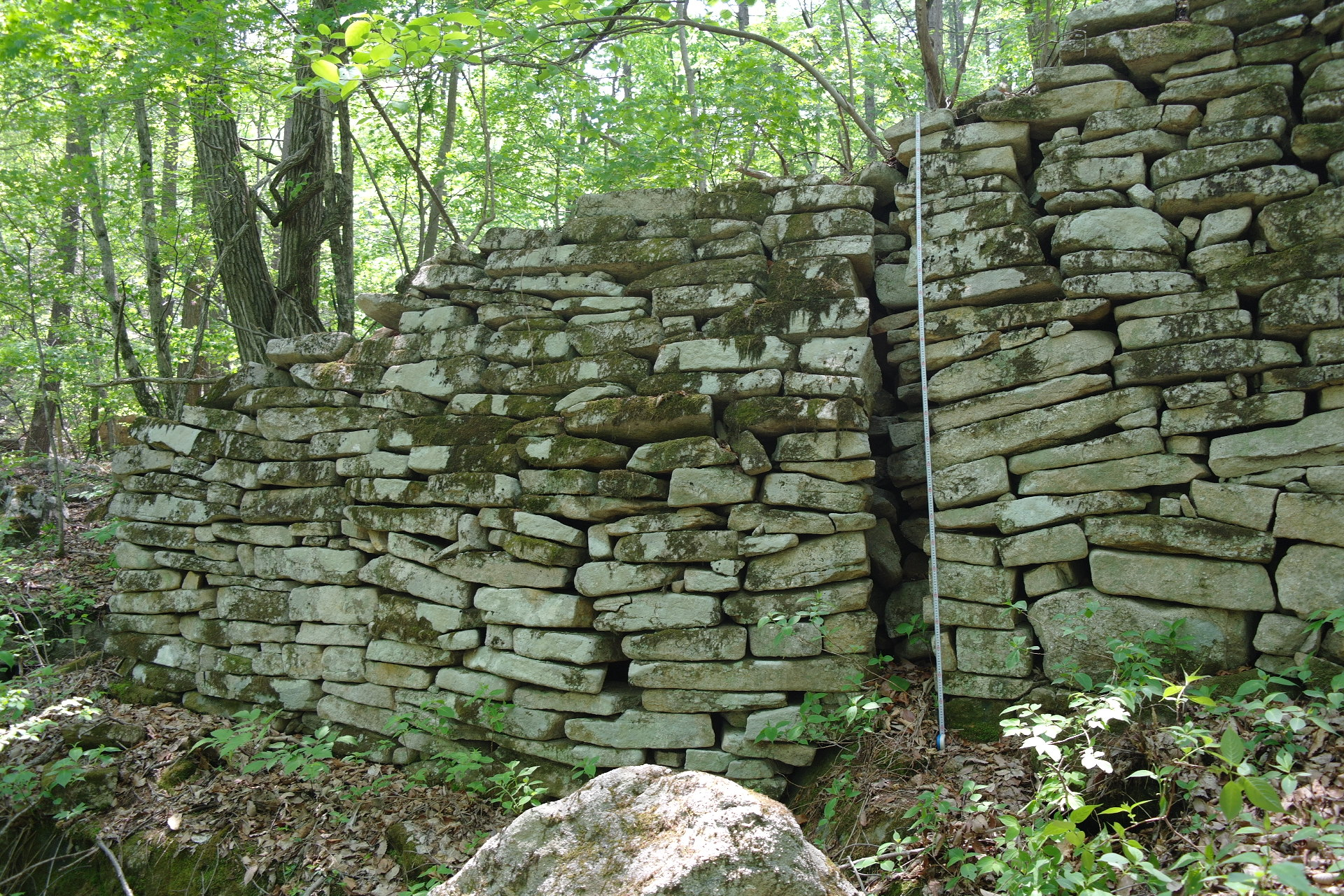
도살성 수직홈

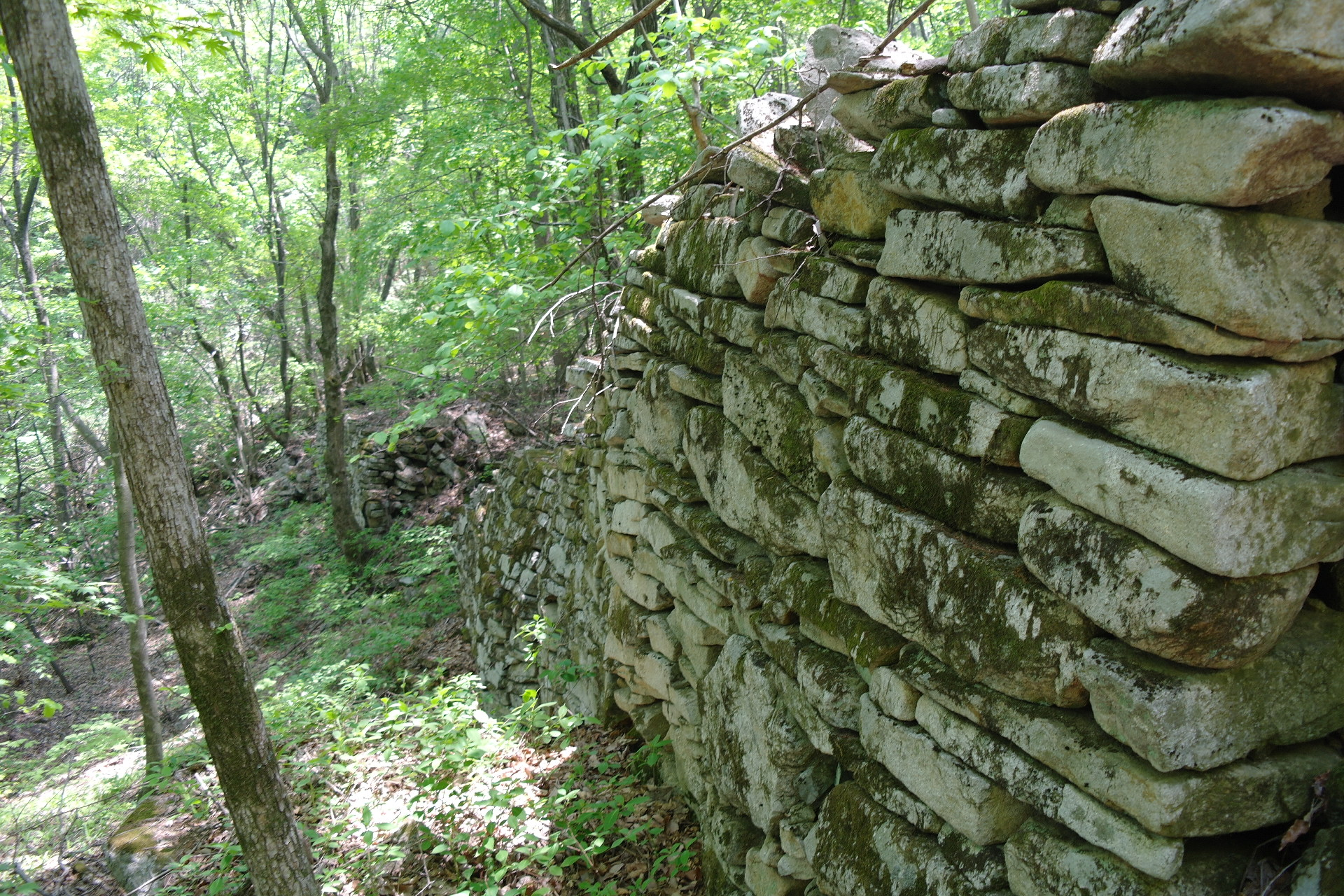
도살성 석축

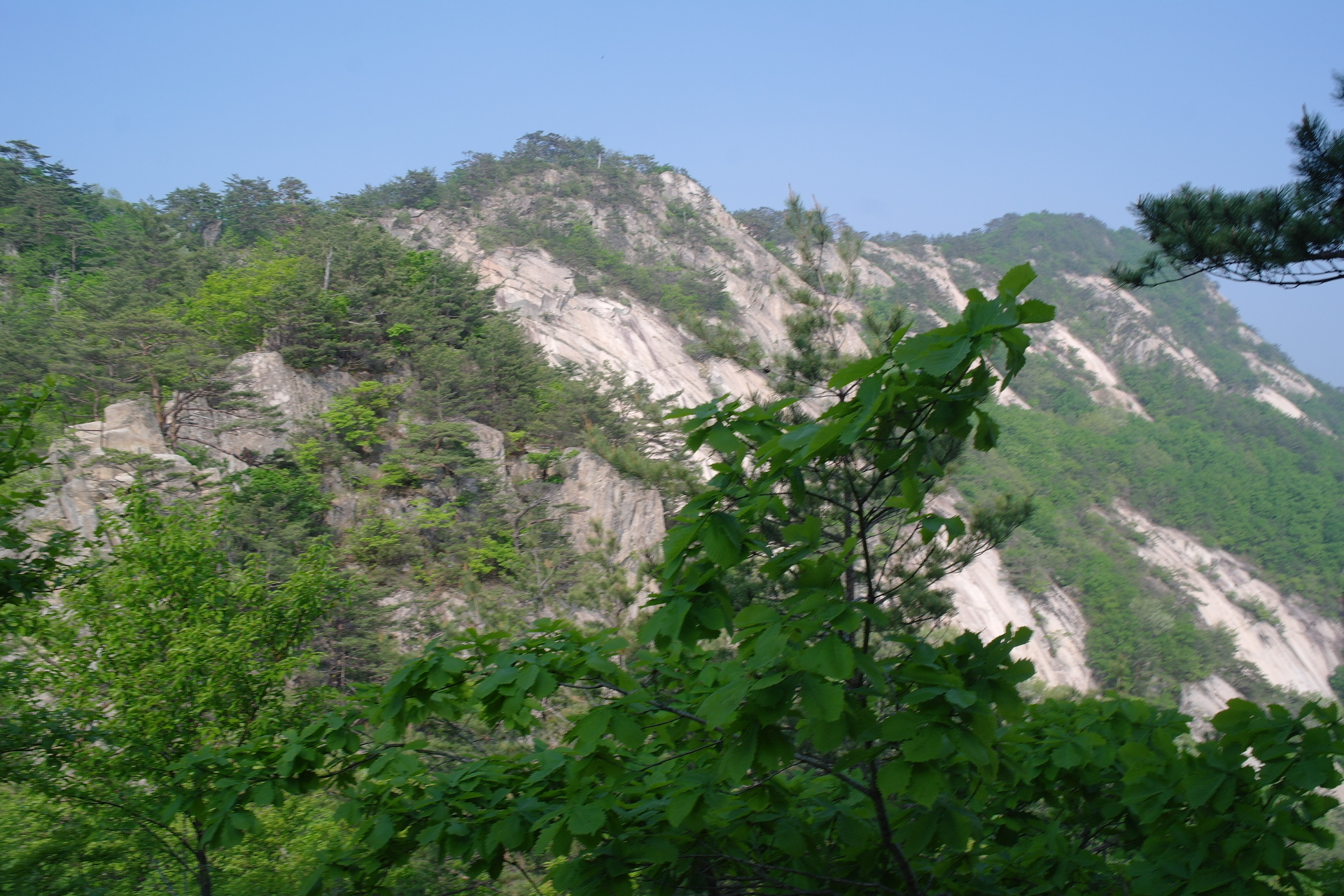
도살성 자연석벽

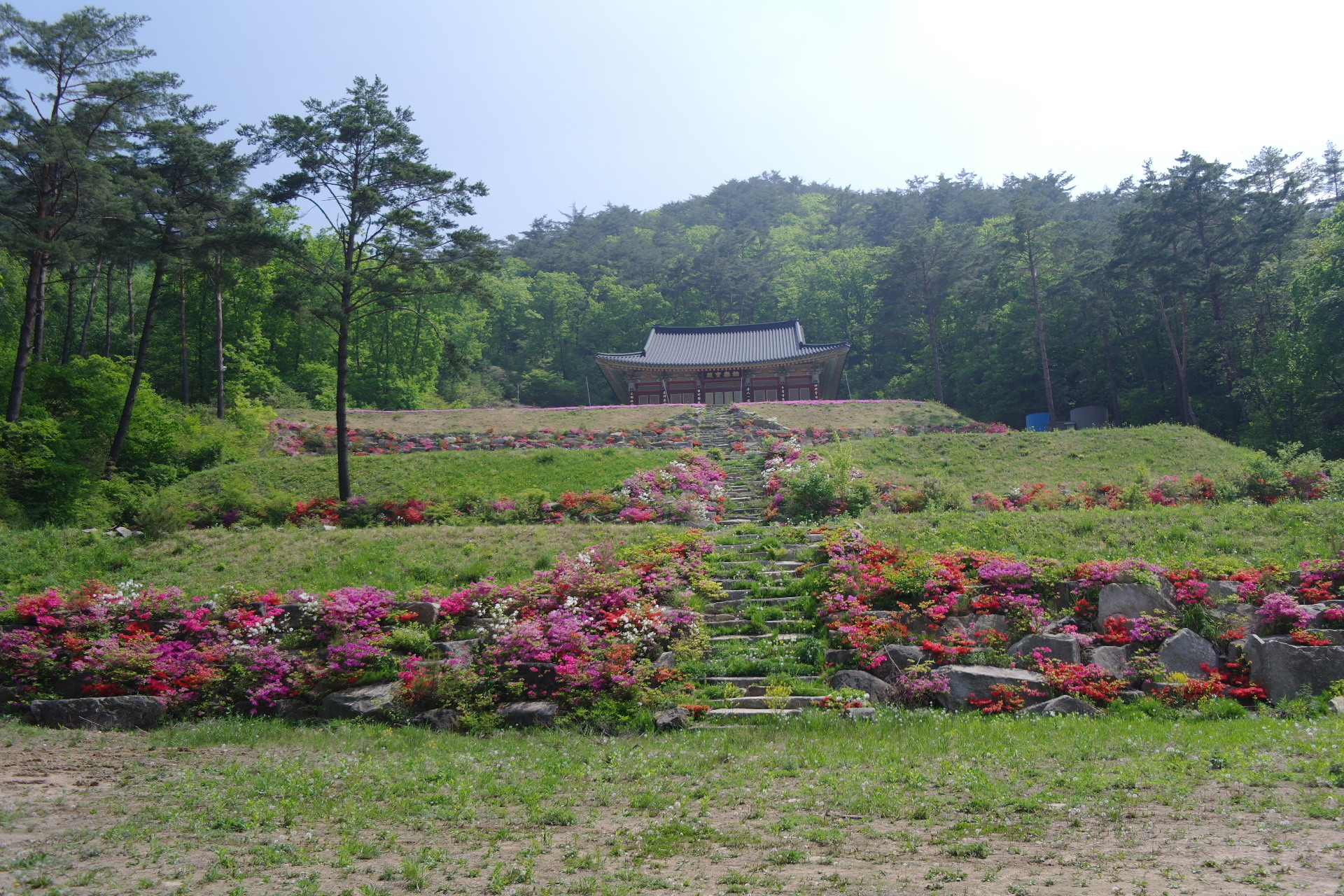
도살성 광덕사

## 도살성의 소재지
고구려의 도살성(道薩城)은 충북 단양군 대강면 직티리와 단성면 가산리 접경지역 도락산(道樂山)에 소재하며, 좌표는 N36 51.399 E128 18.627이다.

## 도살성의 전적사료
- 도살성(道薩城)[1]은 미상으로 분류되어 지리적인 위치의 비정은 충북 괴산군 도안면 니성산성(二城山城)[2]과 충남 천안[3]으로 추정하고 있지만, 삼국항쟁의 전적과 지리적으로 불합리하다.
- 도살성(道薩城)과 관련 전적사료는 이사부(異斯夫) 열전에, 진흥왕 11년(550)에, 백제가 고구려의 도살성(道薩城)을 쳐서 빼앗자 고구려는 백제의 금현성(金峴城)을 함락시켰다. 진흥왕은 두 나라 병사가 피로에 지친 틈을 타서 이사부에게 병사를 내어 그것을 공격하도록 명령하였다. 두 성을 빼앗아 증축하고 갑사(甲士)가 머무르게 주둔하여 지켰다. 이때 고구려에서 병사를 보내 와서 금현성(金峴城)을 공격하였지만, 이기지 못하고 돌아갔다. 이사부가 그것을 추격하여 대승하였다.[4]라는 사료에서 고구려의 도살성(道薩城)과 백제의 금현성(金峴城)을 신라가 공취하여 죽령(竹嶺) 이북과 고현(高峴) 이내 고구려의 강역 10군을 점령할 수 있었다.
- 진흥왕 12년(551) 봄 3월에, 왕이 순수(循守)하다가 낭성(娘城)에 이르러서 우륵(于勒)과 그의 제자 니문(尼文)이 음악을 안다는 것을 듣고 특별히 그들을 불렀다. 왕이 하림궁(河臨宮)에 머무르며 그 음악을 연주하게 하였는데, 두 사람이 각각 새로 지은 노래를 연주하였다.[5]라는 사료에서 진흥왕이 고구려의 도살성과 백제의 금현성을 공취한 지역은 청풍강 유역에 도살성(道薩城)을 점령하면서 낭성(娘城)을 순수하여 하림궁(河臨宮)에서 우륵(于勒)이 새로 지은 청풍체(淸風體) 하림조(河臨調)를 경청하였다.[6]

## 도살성의 지리적 위치와 명칭의 정립
- 도살성(道薩城)은 1만 명의 대군의 주둔지, 도살성(道薩城)은 불교(佛敎)에서 득도(得道)의 도(道)와 보살(菩薩)의 살(薩)에서 불교와 관련한 성곽의 명칭으로써 백제의 금현성(金峴城)과 신라 진흥왕이 순수한 낭성(娘城) 하림궁(河臨宮)과 연접성이 있어야 한다.
- 이러한 요건을 충족하는 성곽은 충북 단양군 도락산(道樂山)에 독락성(獨樂城)은 수천명을 수용하는 피난처[7]로 장기간 농성할 수 있으며, 산상봉에 광덕암(廣德庵)이 있다.[8] 또한 불암천(佛巖川)은 단양군 남쪽 20리에 있다.[9]라는 사료에서 불암천은 성곽의 외곽에 지금의 선암계곡으로 변천했다.
- 권상하(1641～1721)의 기문에, 상선암(上仙巖)에 제(題)하다. 1685년 여름에 독락성(獨樂城) 아래에 이르러 나무꾼에게 물어 본 뒤에 이른바 차일암(遮日巖)이란 곳을 찾았는데, 유심하고 기이하여 참으로 호로병 속의 세계였다.[10]라는 사료에서 지금의 상선암은 독락성의 서벽에 위치한 것으로 고증된다.
- 독락산성(獨樂山城), 독락성(獨樂城), 도락산성(道樂山城), 도락성(道樂城)은 삼국시대에 쌓아진 것이라고 하며, 그 둘레는 10여 정(町)에 달하고 10만 병사가 머무를 수 있는 큰 성이라 하는데 지금 성안에는 광덕암이 있다.[11]라는 자료에서 장기간 농성(籠城)의 요건을 갖춘 곳으로 불교의 관련 지명과 지리적, 역사적, 음운학적으로 도살성(道薩城)에 부합한다.[12]

## 신라가 공취한 고구려의 도살성
- 도살성(道薩城)은 고로봉형산성(栲栳峰形山城)으로 자연성벽을 포함하여 온 둘레는 약 4km 가운데 북쪽에 가산리 방면 계곡에 800m, 동쪽에 광덕사 입구에 600m의 석축이 남아있다.
- 도살성(道薩城)은 지리적으로 소백산맥을 남북으로 연결하는 전략적인 요충지로 삼국시대 국경지대로 영남과 한강유역으로 진출을 공수(攻守)하는 관방유적으로 제천시 덕산면 신현리 금현성(金峴城)과 연접성을 지닌다.
- 도살성(道薩城)은 남쪽으로 대규모 왕궁지에서 문경, 예천, 충주, 청풍, 단양으로 통하는 교통의 요충지에 웅거한 성곽이다.
- 도살성(道薩城)은 남쪽으로 벌령(伐嶺), 문경 동로면, 남남서쪽으로 황장산(黃腸山), 북쪽으로 적성(赤城), 북동쪽으로 공문성(貢文城), 서북서쪽으로 모녀치(毛女峙)와 연계한다.[13]
- 신라가 550년 고구려의 도살성과 백제의 금현성을 공취하여 551년 3월에 청풍강 유역에 점령지역인 낭성을 순수하면서 하림궁에서 악성 우륵을 만나고, 죽령 이북의 고구려 10군 점령할 수 있는 교두보를 구축하였다.[14]